# Baltar (Paredes)
Baltar é uma vila portuguesa que é sede da Freguesia de Baltar do Município de Paredes, freguesia com 7,70 km² de área e 4720 habitantes (censo de 2021), tendo, por isso, uma densidade populacional de 613 hab./km².
A povoação de Baltar foi elevada à categoria de vila em 1 de julho de 2003.
A origem etimológica da palavra Baltar, foi explicada de forma bem diferente, por diversos autores. Segundo Pinho Leal, trata-se da junção de duas palavras célticas - balt (água) e aar (corrente). Para Pedro Ferreira, Baltar deriva de Walter, nome germânico pessoal que também esteve na origem de nomes como Gualter, Balteiro, etc.
Segundo "O Archeologo Português", Baltar é um nome geográfico já documentado em 1087.

## Demografia
A população registada nos censos foi:
| Distribuição da População por Grupos Etários | Distribuição da População por Grupos Etários | Distribuição da População por Grupos Etários | Distribuição da População por Grupos Etários | Distribuição da População por Grupos Etários |
| -------------------------------------------- | -------------------------------------------- | -------------------------------------------- | -------------------------------------------- | -------------------------------------------- |
| Ano                                          | 0-14 Anos                                    | 15-24 Anos                                   | 25-64 Anos                                   | > 65 Anos                                    |
| 2001                                         | 873                                          | 813                                          | 2525                                         | 455                                          |
| 2011                                         | 821                                          | 565                                          | 2858                                         | 574                                          |
| 2021                                         | 650                                          | 518                                          | 2700                                         | 852                                          |

## História
Durante a Idade Média, Baltar pertenceu ao concelho de Aguiar de Sousa. Em 1386, D. João I concedeu-lhe o título de Honra (que manteve até 1834) e doou-a ao seu vassalo João Rodrigues Pereira. Este, por sua vez, trocou esta recém-criada Honra com o seu primo D. Nuno Álvares Pereira. Esta troca aconteceu em 30 de Outubro de 1401.
Passou assim Baltar para a posse do Condestável, o qual por sua vez a doou à sua filha e marido, os Condes de Barcelos e primeiros Condes de Bragança.
Com Foral próprio, Baltar tinha câmara, com dois vereadores, juiz ordinário, tribunal, cadeia, forca e pelourinho, e estava sujeita à justiça superior de Barcelos.
Elevada à categoria de vila, Baltar tinha a partir daqui enormes direitos, só comparáveis às maiores povoações do Reino. D. João VI, a 6 de Março de 1763, confirmou esses privilégios.
Até ao século XIX, Baltar pertenceu então à casa de Bragança. Tinha, em 1801, 2 070 habitantes e, em 1834, fruto do prestígio alcançado ao longo dos séculos, formou concelho próprio, que no entanto teria uma curta duração, pois foi extinto em 1837.
Deste efémero concelho, faziam parte nove freguesias: Baltar, Cete, Vandoma, Astromil, Gandra, Sobrado, São Martinho do Campo, Rebordosa e Lordelo. À excepção de Sobrado e São Martinho do Campo, todas as outras seriam posteriormente integradas no concelho de Paredes.
O poeta Daniel Faria (1971-1999) é natural desta freguesia.

## Património
- Mamoa ou Mamoa da Cavada da Oira
- Anta do Padrão
- Capela da Senhora da Piedade
- Igreja Matriz de Baltar
- Serra do Muro
- Capela das Almas
- Largo Pereira Inacio
- Casa da Pedra Larga
- Kartódromo de Baltar
- Cruzeiro - Miradouro
- Giesteira
- Ramos

## Festas e romarias
- Senhor dos Aflitos (junho)
- Senhora das Necessidades (15 de agosto)
- São Miguel (último domingo de setembro)

## Coletividades
- Associação Clube de Jazz de Baltar - Com secção de Xadrez e Teatro, escola de música e grupo de cavaquinhos
- Associação Humanitária dos Bombeiros Voluntários de Baltar
- Associação Musical e Cultural de Baltar
- Banda de Música de Baltar
- Centro Social e Paroquial de Baltar
- Conferência de S. Vicente de Paulo
- EMAÚS - Associação de Apoio ao Deficiente Mental
- Moto Clube de Baltar
- União Sport Club Baltar

## Estabelecimentos de ensino
- Centro escolar 1/2 ciclos
- Escola 1º ciclo de Feira n.º 3
- Escola Básica dos 2º e 3º Ciclos de Baltar
- Escola basica e segundaria Daniel Faria
- Jardim de Infância Gloria Leão